# Víctor Píriz Alves
Víctor Enrique Píriz Alves (Artigas, Uruguay, 22 de junio de 1980) es un exfutbolista uruguayo. Jugaba como delantero y su último equipo fue Deportivo Armenio de la tercera división del fútbol argentino.

## Trayectoria
Comenzó en el Club Atlético Peñarol de Baltasar Brum, luego debutó en la Primera División del Fútbol uruguayo jugando para Tacuarembó, donde jugó desde 2002 hasta 2003. En ese año fue transferido a Talleres de Córdoba de Argentina, donde tuvo sus mejores participaciones. Con el club cordobés obtuvo el 3° puesto en el Torneo Clausura 2004. Jugó la Promoción contra Argentinos Juniors para revalidar la categoría pero no lo logró.
En 2004, Píriz Alves pasó a Argentinos Juniors, equipo en el que no tuvo buenas actuaciones. En 2005 jugó para Banfield, también de Argentina, y fue su presentación en un torneo internacional como la Copa Libertadores de América.
Finalizada esa copa tuvo un paso fugaz por Arsenal de Sarandí para luego recalar nuevamente en Talleres de Córdoba, esta vez jugando en la Primera "B" Nacional. Al terminar esa temporada recaló en el Club San Luis del campeonato mexicano. Luego pasó al Club Necaxa y en el Draft de la liga de Ascenso del 2009 pasó al Club Tijuana. En enero de 2010 es contratado por el club Universitario de Deportes de Perú, donde se desempeñó con un bajo rendimiento hasta el final de la temporada, colectivamente se logró clasificar a la Copa Sudamericana 2011.
La temporada 2011-2012 fue muy destacado en Defensa y Justicia, siendo el principal goleador del equipo y marcando goles clave, como a River Plate, Instituto, Quilmes, Rosario Central.
En 2012 ficha por el club mendocino Independiente Rivadavia.
En 2013 firma para Atlético Tucumán convierte su primer gol, de penal, ante el clásico rival, San Martín de Tucumán en el encuentro que terminó 3 a 1 a favor del Decano. El 22 de febrero de 2014 anotó de cabeza su primer gol oficial con la celeste y blanca cuando se jugaba tiempo adicional en el empate contra Ferro. Marcaría su tercer gol (el segundo oficial) en la victoria 3 a 1 de visitante ante, uno de los grandes deArgentina, Independiente.
En un partido contra Boca Unidos desperdicia un penal que le podría haber dado su 4.º gol en atlético. Logra convertir su cuarto gol en Atlético en un partido contra Sarmiento de Junin después de un centro de Luis Miguel Rodríguez. En el mercado de invierno de 2014 es informado que no formaría parte del plantel que dirige Hector Rivoira.
En el decano jugó 23 partidos y convirtió 4 goles y asistió 5 veces. 
A mitad de 2014, firmó contrato para vestir la camiseta de Guillermo Brown de Puerto Madryn que participara en el Torneo Federal A buscando es ascenso a la B Nacional. Convirtió su primer gol con la camiseta de "la banda" en la fecha 2 del Torneo Federal contra Alianza (Cutral Có).
Para la temporada 2015 firmaría contrato con Barracas Central de la tercera división del fútbol argentino. Para la temporada 2018, firmó contrato con Deportivo Armenio, donde logró el subcampeonato y ascenso a Primera B Metropolitana, tercer categoría del fútbol argentino, luego de que su equipo le gane de visitante 2 a 0 a Club Atlético Victoriano Arenas.
Hoy Posee el Carnet de Técnico Profesional.

## Clubes
| Club                    | País      | Año         | PJ | Anotado | Prom. |
| ----------------------- | --------- | ----------- | -- | ------- | ----- |
| Tacuarembó              | Uruguay   | 2002 - 2003 | 8  | 1       | 0.13  |
| Talleres de Córdoba     | Argentina | 2003 - 2004 | 31 | 10      | 0.32  |
| Argentinos Juniors      | Argentina | 2004        | 17 | 3       | 0.18  |
| Banfield                | Argentina | 2005        | 16 | 2       | 0.13  |
| Arsenal de Sarandí      | Argentina | 2005 - 2006 | 24 | 3       | 0.13  |
| Talleres de Córdoba     | Argentina | 2006 - 2007 | 27 | 3       | 0.11  |
| San Luis                | México    | 2007 - 2008 | 38 | 15      | 0.39  |
| Necaxa                  | México    | 2008        | 2  | 0       | 0     |
| Tijuana                 | México    | 2009        | 13 | 2       | 0.15  |
| Universitario           | Perú      | 2010        | 23 | 6       | 0.26  |
| Defensa y Justicia      | Argentina | 2011 - 2012 | 54 | 29      | 0.54  |
| Independiente Rivadavia | Argentina | 2012 - 2013 | 34 | 6       | 0.18  |
| Atlético Tucumán        | Argentina | 2013 - 2014 | 23 | 4       | 0.17  |
| Guillermo Brown         | Argentina | 2014        | 14 | 5       | 0.36  |
| Barracas Central        | Argentina | 2015 - 2016 | 60 | 10      | 0.17  |
| Tacuarembó FC           | Uruguay   | 2017 - 2018 | 25 | 10      | 0.4   |
| Deportivo Armenio       | Argentina | 2018 - 2019 | 24 | 3       | 0.13  |